# Moneilema semipunctatum
Moneilema semipunctatum är en skalbaggsart som beskrevs av Leconte 1852. Moneilema semipunctatum ingår i släktet Moneilema och familjen långhorningar. Inga underarter finns listade i Catalogue of Life.